# Spoorlijn Bessé-sur-Braye - Saint-Calais
De spoorlijn Bessé-sur-Braye - Saint-Calais was een Franse spoorlijn van Bessé-sur-Braye naar Saint-Calais. De lijn was 11,5 km lang en heeft als lijnnummer 507 000.

## Geschiedenis
De lijn werd geopend door de Compagnie du chemin de fer de Paris à Orléans op 31 maart 1879. Reizigersverkeer werd opgeheven op 15 mei 1938, goederenverkeer op 23 juli 1942. Na sluiting is de lijn volledig opgebroken.

## Aansluitingen
In de volgende plaatsen is of was er een aansluiting op de volgende spoorlijnen:
Bessé-sur-Braye
RFN 500 000, spoorlijn tussen Chartres en Bordeaux-Saint-Jean
Saint-Calais
lijn tussen Mamers en Saint-Calais